# Constance Towers
Constance Mary Towers (Whitefish, 20 maggio 1933) è un'attrice statunitense.

## Biografia

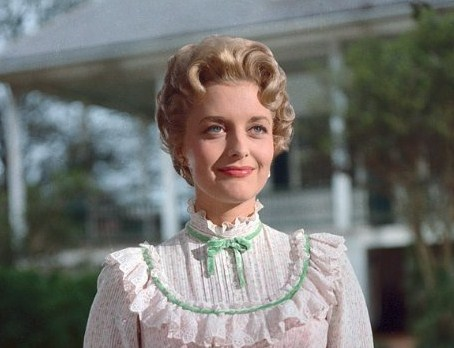
Towers nel film Soldati a cavallo (1959)

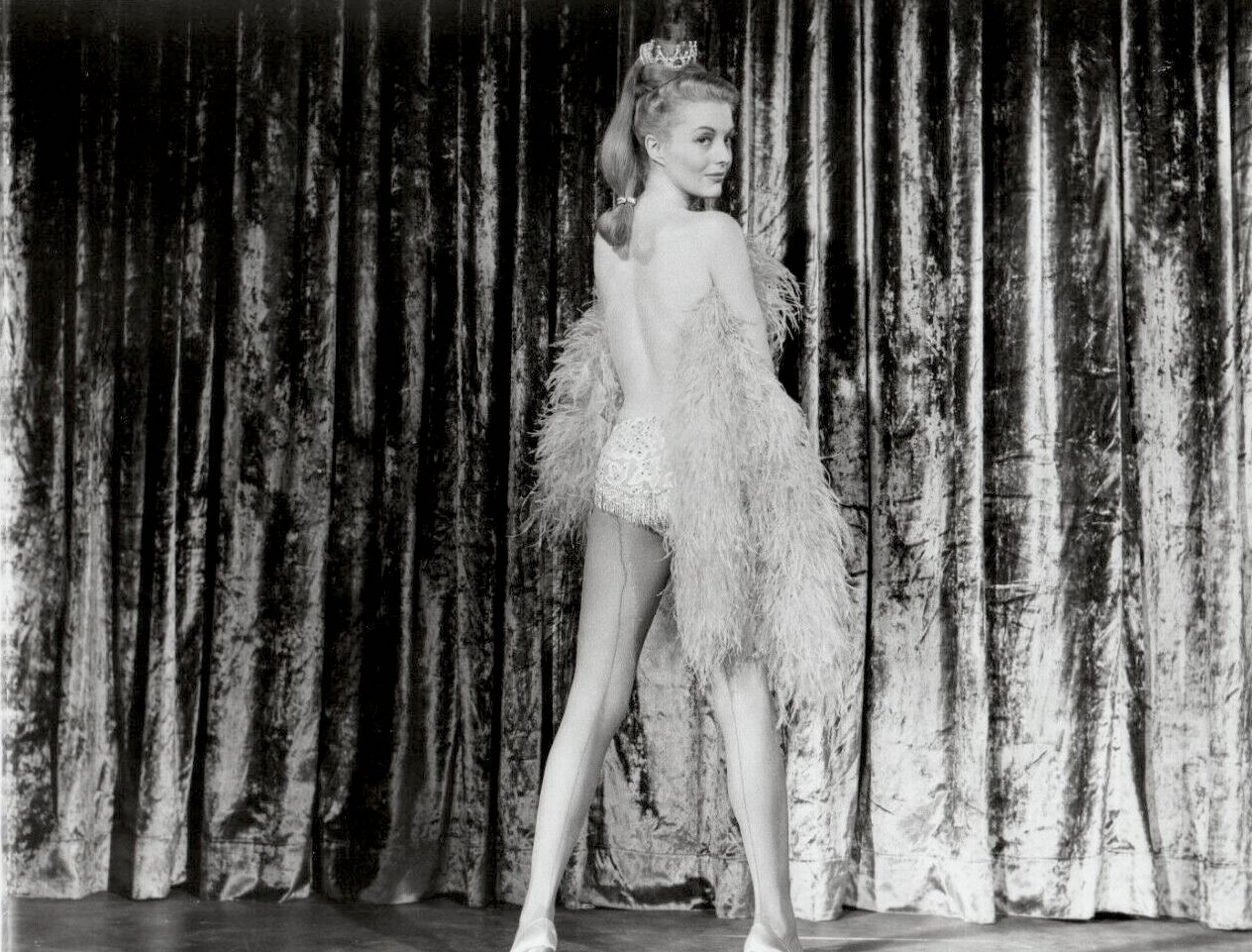
Towers nel film Il corridoio della paura (1963)

Nata a Whitefish (Montana) da Harry J. Towers e Ardath L. Reynolds, Constance Towers frequentò in gioventù la Juilliard School of Music e la American Academy of Dramatic Arts di New York. Debuttò sul grande schermo alla metà degli anni cinquanta nella commedia brillante Quando una ragazza è bella (1955) di Blake Edwards e iniziò a ottenere i primi ruoli anche in spettacoli televisivi.
La carriera cinematografica della Towers, piuttosto limitata nel numero di titoli, è però legata a due tra i più grandi registi americani, John Ford e Samuel Fuller. Nel 1959 l'attrice venne infatti scritturata per il western Soldati a cavallo (1959), per la regia di Ford, in cui interpretò la caparbia gentildonna sudista Hannah Hunter, prigioniera di un reggimento di cavalleria guidato dal rude colonnello nordista John Marlowe (John Wayne). L'anno successivo fu nuovamente diretta da Ford in un altro western, l'epico I dannati e gli eroi (1960), in cui interpretò il ruolo di Mary Beecher, accanto a Jeffrey Hunter.
Nella prima metà degli anni sessanta ebbe due ruoli di primo piano nelle pellicole Il corridoio della paura (1963) e Il bacio perverso (1964), entrambe dirette da Samuel Fuller, autore di opere di intenso realismo e forte impatto visivo. Nel primo film, uno studio sulle strutture psichiatriche e sulle metodologie di internamento, l'attrice interpretò Cathy, la fidanzata del protagonista (Peter Breck), un giornalista che si fa rinchiudere in un manicomio per condurre un'inchiesta su un omicidio avvenuto nella stessa struttura. Nel secondo film interpretò invece il ruolo di Kelly, una prostituta che tenta di riscattare la propria esistenza. 

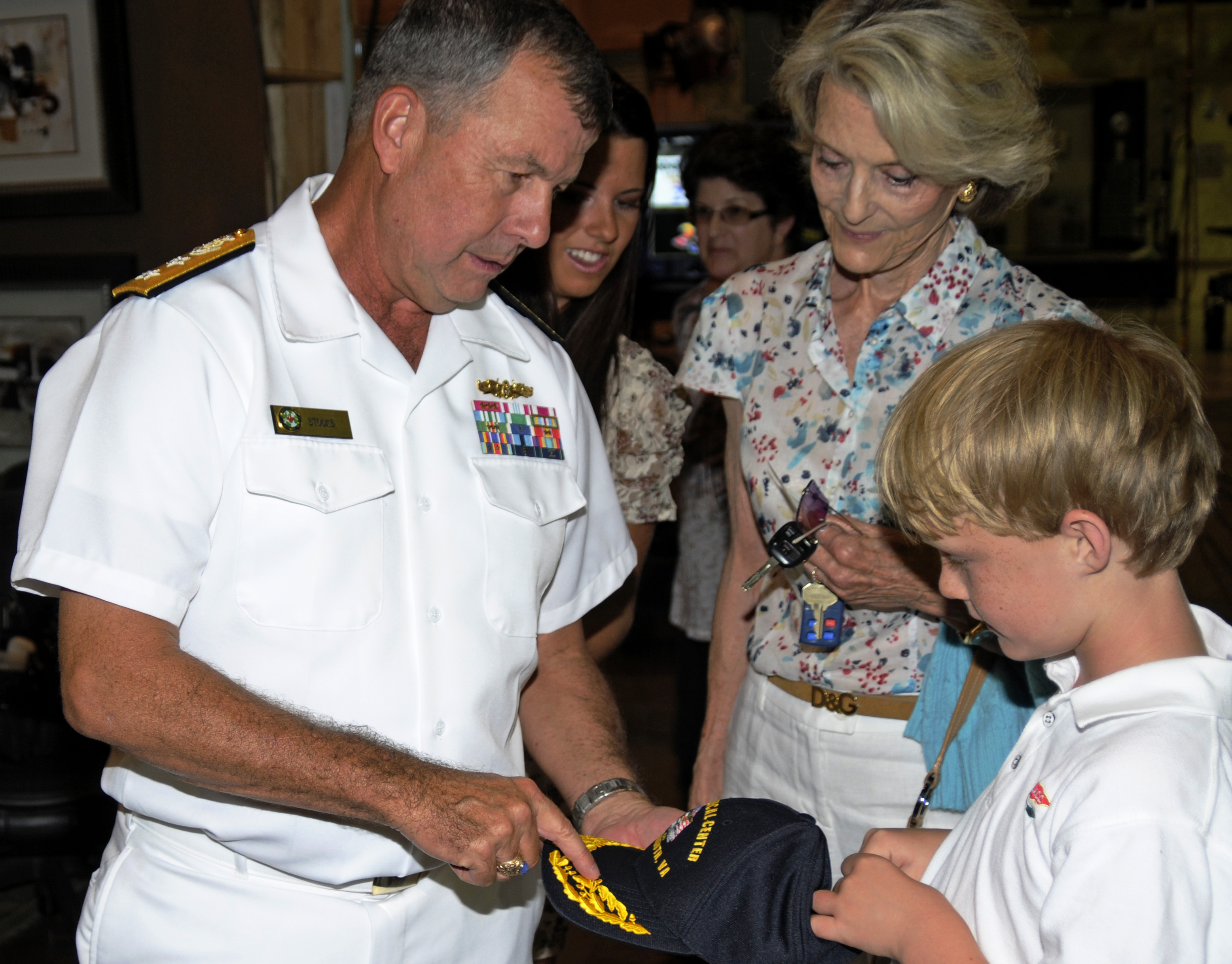
Towers durante una visita sul set della serie General Hospital, durante la Settimana della Marina a Los Angeles (2011)

Dopo un'apparizione nel film drammatico Destino in agguato (1964) di Ralph Nelson, con Glenn Ford e Rod Taylor, la Towers si allontanò dal grande schermo per circa vent'anni. Negli anni sessanta si dedicò prevalentemente al teatro, ottenendo grande successo a Broadway nel 1965 con la commedia musicale Anya, basata sulla vicenda di Anastasia, presunta erede della famiglia reale russa. L'anno successivo fu tra gli interpreti della versione teatrale del musical Show Boat, in scena al Lincoln Center. Durante gli anni settanta si divise fra il palcoscenico e il piccolo schermo, comparendo in numerose produzioni televisive, tra cui Hawaii Squadra Cinque Zero (1975), Agenzia Rockford (1979) e Fantasilandia (1979-1981). Tra i suoi maggiori successi teatrali del decennio va ricordata la versione de Il re ed io a fianco di Yul Brynner, in scena a Broadway per 695 repliche, dal maggio 1977 al dicembre 1978.
Dall'inizio degli anni ottanta apparve sul piccolo schermo in Capitol (1982-1987), in cui interpretò il ruolo della matriarca Clarissa McCandless, La signora in giallo (1987), Avvocati a Los Angeles (1987-1988), MacGyver (1989), Matlock (1991). Nel 1993 recitò in un episodio della serie Star Trek: Deep Space Nine, nel ruolo di Taxco, mentre nel 2000 iniziò ad apparire regolarmente in General Hospital, la più longeva delle soap opera, ricoprendo il ruolo della perfida Helena Cassadine fino al 2019.

## Vita privata

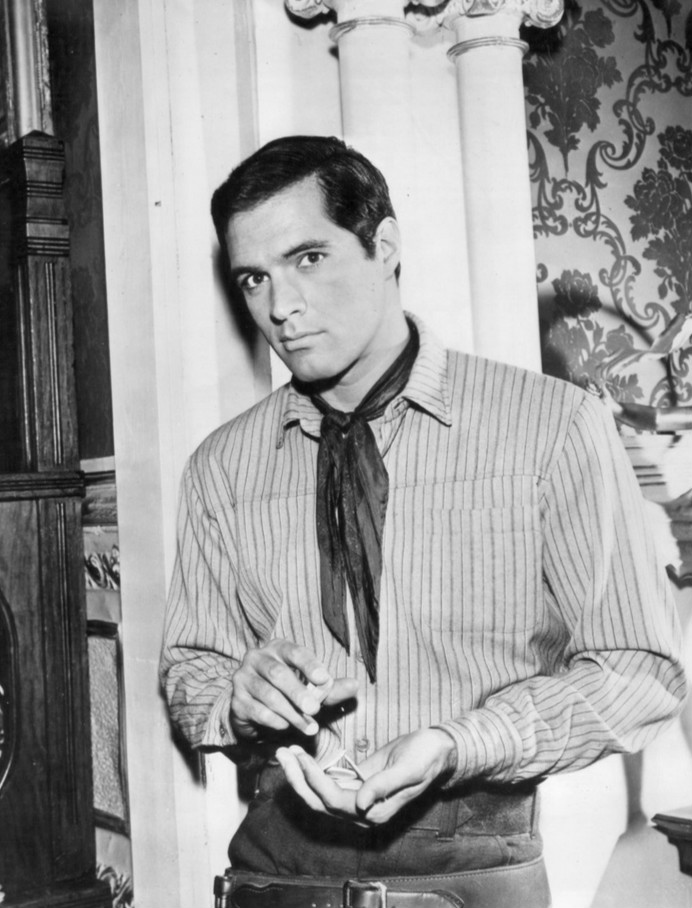
John Gavin nella serie televisiva Destry (1964)

Dal primo matrimonio con l'uomo d'affari Eugene Mcgrath, sposato nel 1959, la Towers ebbe due figli: Michael e Maureen. La coppia divorziò nel 1966.
Nel 1974 sposò l'attore di origine messicana John Gavin, famoso interprete de Lo specchio della vita (1959) e Psyco (1960), e ambasciatore statunitense in Messico dal 1981 al 1985. Nel matrimonio con John Gavin (morto nel 2018) adottò due figli.
Towers fu presidentessa del Consiglio di Amministrazione del Blue Ribbon del Los Angeles Music Center.

## Filmografia

### Cinema
- Quando una ragazza è bella (Bring Your Smile Along), regia di Blake Edwards (1955)
- L'arma del ricatto (Over-Exposed), regia di Lewis Seiler (1956)
- Soldati a cavallo (The Horse Soldiers), regia di John Ford (1959)
- I dannati e gli eroi (Sergeant Rutledge), regia di John Ford (1960)
- Il corridoio della paura (Shock Corridor), regia di Samuel Fuller (1963)
- Il bacio perverso (The Naked Kiss), regia di Samuel Fuller (1964)
- Destino in agguato (Fate is the Hunter), regia di Ralph Nelson (1964)
- Dance - Voglia di successo (Fast Forward), regia di Sidney Poitier (1985)
- Sylvester, regia di Tim Hunter (1985)
- The Nutt House, regia di Adam Rifkin (1992)
- Karate Kid 4 (The Next Karate Kid), regia di Christopher Cain (1994)
- Relic - L'evoluzione del terrore (The Relic), regia di Peter Hyams (1997)
- Delitto perfetto (A Perfect Murder), regia di Andrew Davis (1998)
- The Awakening of Spring, regia di Arthur Allan Seidelman (2008)
- The Storyteller, regia di Joe Crump (2017)

### Televisione
- Tales of Tomorrow - serie TV, 1 episodio (1952)
- State Trooper - serie TV, 1 episodio (1957)
- Mike Hammer - serie TV, 1 episodio (1958)
- The Bob Cummings Show - serie TV, 2 episodi (1958)
- Avventure in paradiso (Adventures in Paradise) – serie TV, episodio 2x11 (1960)
- The Renegade - film TV (1960)
- I racconti del West (Zane Grey Theater) - serie TV, 1 episodio (1961)
- The Outer Limits - serie TV, 1 episodio (1964)
- Polvere di stelle (Bob Hope Presents the Chrysler Theatre) - serie TV, 1 episodio (1965)
- Perry Mason - serie TV, 5 episodi (1961-1965)
- Love Is a Many Splendored Thing - serie TV (1967)
- CBS Daytime 90 - serie TV, 1 episodio (1974)
- Hawaii Squadra Cinque Zero (Hawaii Five-0) - serie TV, 1 episodio (1975)
- Lanigan's Rabbi - serie TV, 1 episodio (1977)
- Agenzia Rockford (The Rockford Files) - serie TV, 1 episodio (1979)
- Fantasilandia (Fantasy Island) - serie TV, 2 episodi (1979-1981)
- Sulle ali delle aquile (On Wings of Eagles) - miniserie TV, 2 episodi (1986)
- Capitol - serie TV, 1257 episodi (1982-1987)
- La signora in giallo (Murder, She Wrote) - serie TV, episodio 3x22 (1987)
- The Loner, regia di Abel Ferrara - film TV (1988)
- Avvocati a Los Angeles (L.A. Law) - serie TV, 2 episodi (1987-1988)
- MacGyver - serie TV, 1 episodio (1989)
- Christine Cromwell - serie TV, 1 episodio (1989)
- Voci nella notte (Midnight Caller) - serie TV, 1 episodio (1989)
- Quattro donne in carriera (Designing Women) - serie TV, 1 episodio (1990)
- Matlock - serie TV, 1 episodio (1991)
- Memories of Midnight - film TV (1991)
- Baywatch - serie TV, 1 episodio (1992)
- 2000 Malibu Road - serie TV (1992)
- Civil Wars - serie TV, 1 episodio (1992)
- Le sabbie del tempo (The Sands of Time) - film TV (1992)
- Star Trek: Deep Space Nine - serie TV, 1 episodio (1993)
- Frasier - serie TV, 1 episodio (1994)
- Thunder in Paradise - serie TV, 2 episodi (1994)
- Due poliziotti a Palm Beach (Silk Stalkings) - serie TV, 1 episodio (1994)
- Robin's Hoods - serie TV, 1 episodio (1995)
- Caroline in the City - serie TV, 1 episodio (1995)
- High Society - serie TV, 1 episodio (1995)
- Campus Cops - serie TV, 1 episodio (1995)
- Febbre d'amore (The Young and the Restless) - serie TV, 1 episodio (1996)
- Sunset Beach - serie TV, 10 episodi (1997)
- Kelly Kelly - serie TV, 1 episodio (1998)
- Providence - serie TV, 1 episodio (2000)
- Criminal Minds - serie TV, 1 episodio (2006)
- 4400 - serie TV, 1 episodio (2007)
- Cold Case - Delitti irrisolti (Cold Case) - serie TV, 1 episodio (2009)
- 1600 Penn - serie TV, 1 episodio (2013)
- Men at Work - serie TV, 1 episodio (2014)
- Ascension - miniserie TV, 1 episodio (2014)
- General Hospital - soap opera, 186 puntate (1997-2023)

## Doppiatrici italiane
Nelle versioni in italiano dei suoi lavori, Constance Towers è stata doppiata da:
- Rosetta Calavetta in Soldati a cavallo, Il corridoio della paura
- Dhia Cristiani in I dannati e gli eroi
- Anna Rita Pasanisi in Karate Kid IV
- Graziella Polesinanti in Criminal Minds
- Lorenza Biella in Cold Case - Delitti irrisolti